# Рёйтер, Ян
Ян Рёйтер (нидерл. Jan Ruiter; род. 24 ноября 1946, Волендам, Северная Голландия) — нидерландский футболист, игравший на позиции вратаря.

## Клубная карьера
В возрасте десяти лет Рёйтер присоединился к местному клубу «Диндуа», но в 17 лет попал в «Волендам».
В 1971 году он перешел в «Андерлехт» за 650 000 гульденов. Вместе с брюссельским клубом Рёйтер выиграл Кубок обладателей кубков и Суперкубок УЕФА в 1976 году. С назначением Раймона Гуталса на пост главного тренера Рёйтер стал реже вызываться в основной состав.
В 1977 стал игроком «Моленбека», в составе которого сыграл в 186 матчах. Сезон 1983/84 провёл в «Беерсхоте». Завершил карьеру в 1985 в «Антверпене».

## Международная карьера
Единственный матч за национальную сборную Нидерландов состоялся 8 сентября 1976 года против сборной Исландии (1:0). Был включен в состав на Чемпионат Европы 1976 в Югославии.

## Статистика

### Матчи Рёйтера за сборную Нидерландов
| Матчи Рёйтера за сборную Нидерландов | Матчи Рёйтера за сборную Нидерландов | Матчи Рёйтера за сборную Нидерландов | Матчи Рёйтера за сборную Нидерландов | Матчи Рёйтера за сборную Нидерландов | Матчи Рёйтера за сборную Нидерландов |
| ------------------------------------ | ------------------------------------ | ------------------------------------ | ------------------------------------ | ------------------------------------ | ------------------------------------ |
| №                                    | Дата                                 | Соперник                             | Счёт                                 | Пропущено голов                      | Соревнование                         |
| 1                                    | 8 сентября 1976                      | Исландия                             | 1:0                                  | —                                    | Чемпионат мира 1978 (отбор)          |

Итого: 1 матч / пропущено 0 голов; 1 победа, 0 ничьих, 0 поражений.

## Достижения

### Клубные
- Чемпион Бельгии: 1971/72, 1971/72
- Обладатель Кубка Бельгии: 1971/72, 1972/73, 1974/75, 1975/76
- Обладатель Кубка обладателей кубков: 1976
- Обладатель Суперкубка УЕФА: 1976

### В сборной
- Бронзовый призёр чемпионата Европы: 1976